# Luka Klasinc
Luka Klasinc, slovenski umetnostni drsalec, * 7. marec 1973, Ljubljana.
Klasinc je za Slovenijo nastopil na Zimskih olimpijskih igrah 1992 v Albertvillu, kjer je po kratkem programu zasedal 26. mesto, v skupnem seštevku pa ni bil uvrščen, ker se ni uspel kvalificirati v ostalih dveh disciplinah.
Junija 2021 so ga zaradi finančnih prevar v času pandemije covida-19 prijeli v ZDA in ga obtožili poskusa pridobitve 1,5 milijona dolarjev finančne pomoči svojemu podjetju s ponarejenimi dokumenti. 15. novembra 2023 je na ameriškem sodišču priznal krivdo in bil obsojen na dveinpolletno zaporno kazen ter plačilo večmilijonske kazni.